# Saltos ornamentais no Campeonato Mundial de Esportes Aquáticos de 2019 - Trampolim 1 m individual masculino
A prova do trampolim 1 m individual masculino dos saltos ornamentais no Campeonato Mundial de Esportes Aquáticos de 2019 foi realizada entre os dias 12 de julho e 14 de julho, em Gwangju, na Coreia do Sul. 

## Calendário
Horário local (UTC+9). 
| Fase              | Data        | Hora  |
| ----------------- | ----------- | ----- |
| Rodada preliminar | 12 de julho | 11:00 |
| Final             | 14 de julho | 15:30 |

## Medalhistas
| Ouro                | Prata                | Bronze              |
| Wang Zongyuan (CHN) | Rommel Pacheco (MEX) | Peng Jianfeng (CHN) |

## Resultados
Quarenta e quatro saltadores disputaram a prova e puderam saltar seis vezes. Os doze atletas com as maiores pontuações avançaram à final.
| Pos.              | Saltador             | Nacionalidade        | Preliminar | Preliminar | Final         | Final         |
| Pos.              | Saltador             | Nacionalidade        | Pontos     | Pos.       | Pontos        | Pos.          |
| ----------------- | -------------------- | -------------------- | ---------- | ---------- | ------------- | ------------- |
| Medalha de ouro   | Wang Zongyuan        | China                | 429.40     | 1          | 440.25        | 1             |
| Medalha de prata  | Rommel Pacheco       | México               | 390.40     | 4          | 420.15        | 2             |
| Medalha de bronze | Peng Jianfeng        | China                | 410.80     | 2          | 415.00        | 3             |
| 4                 | Woo Ha-ram           | Coreia do Sul        | 396.10     | 3          | 406.15        | 4             |
| 5                 | Patrick Hausding     | Alemanha             | 357.20     | 9          | 405.05        | 5             |
| 6                 | Briadam Herrera      | Estados Unidos       | 365.25     | 6          | 399.90        | 6             |
| 7                 | Oleh Kolodiy         | Ucrânia              | 370.40     | 5          | 396.40        | 7             |
| 8                 | Kacper Lesiak        | Polónia              | 358.70     | 7          | 380.05        | 8             |
| 9                 | James Heatly         | Reino Unido          | 355.35     | 10         | 372.15        | 9             |
| 10                | Yona Knight-Wisdom   | Jamaica              | 354.30     | 11         | 371.90        | 10            |
| 11                | Rafael Quintero      | Porto Rico           | 352.00     | 12         | 360.80        | 11            |
| 12                | Giovanni Tocci       | Itália               | 357.50     | 8          | 344.25        | 12            |
| 13                | Kim Yeong-nam        | Coreia do Sul        | 349.10     | 13         | Não avançaram | Não avançaram |
| 14                | Jonathan Suckow      | Suíça                | 346.60     | 14         | Não avançaram | Não avançaram |
| 15                | Li Shixin            | Austrália            | 338.60     | 15         | Não avançaram | Não avançaram |
| 16                | Gwendal Bisch        | França               | 331.35     | 16         | Não avançaram | Não avançaram |
| 17                | Mike Hixon           | Estados Unidos       | 330.00     | 17         | Não avançaram | Não avançaram |
| 18                | Daniel Restrepo      | Colômbia             | 328.05     | 18         | Não avançaram | Não avançaram |
| 19                | Nicolás García       | Espanha              | 327.50     | 19         | Não avançaram | Não avançaram |
| 20                | Vinko Paradzik       | Suécia               | 326.40     | 20         | Não avançaram | Não avançaram |
| 21                | Jahir Ocampo         | México               | 324.30     | 21         | Não avançaram | Não avançaram |
| 22                | Kawan Pereira        | Brasil               | 323.40     | 22         | Não avançaram | Não avançaram |
| 23                | Ross Haslam          | Reino Unido          | 322.90     | 23         | Não avançaram | Não avançaram |
| 24                | Kevin Chávez         | Austrália            | 322.25     | 24         | Não avançaram | Não avançaram |
| 24                | Adrián Abadía        | Espanha              | 322.25     | 24         | Não avançaram | Não avançaram |
| 26                | Lorenzo Marsaglia    | Itália               | 320.45     | 26         | Não avançaram | Não avançaram |
| 27                | Oliver Dingley       | Irlanda              | 314.40     | 27         | Não avançaram | Não avançaram |
| 28                | Simon Rieckhoff      | Suíça                | 314.25     | 28         | Não avançaram | Não avançaram |
| 29                | Sergey Nazin         | Rússia               | 303.45     | 29         | Não avançaram | Não avançaram |
| 30                | Andrzej Rzeszutek    | Polónia              | 296.25     | 30         | Não avançaram | Não avançaram |
| 31                | Sebastián Morales    | Colômbia             | 295.10     | 31         | Não avançaram | Não avançaram |
| 32                | Alexis Jandard       | França               | 292.15     | 32         | Não avançaram | Não avançaram |
| 33                | Muhammad Puteh       | Malásia              | 283.20     | 33         | Não avançaram | Não avançaram |
| 34                | Frithjof Seidel      | Alemanha             | 277.80     | 34         | Não avançaram | Não avançaram |
| 35                | Stanislav Oliferchyk | Ucrânia              | 274.05     | 35         | Não avançaram | Não avançaram |
| 36                | Sulaiman Al-Sabe     | Kuwait               | 273.90     | 36         | Não avançaram | Não avançaram |
| 37                | Luis Moura           | Brasil               | 264.45     | 37         | Não avançaram | Não avançaram |
| 38                | Frandiel Gómez       | República Dominicana | 258.90     | 38         | Não avançaram | Não avançaram |
| 39                | Ammar Hassan         | Egito                | 253.65     | 39         | Não avançaram | Não avançaram |
| 40                | Angello Alcebo       | Cuba                 | 241.65     | 40         | Não avançaram | Não avançaram |
| 41                | Diego Carquin        | Chile                | 241.00     | 41         | Não avançaram | Não avançaram |
| 42                | Juraj Melša          | Croácia              | 231.60     | 42         | Não avançaram | Não avançaram |
| 43                | Hasan Qali           | Kuwait               | 207.35     | 43         | Não avançaram | Não avançaram |
| 44                | Rungsiman Yanmongkon | Tailândia            | 141.25     | 44         | Não avançaram | Não avançaram |